# Кудрявцев, Пётр Филиппович
Пётр Фили́ппович Кудря́вцев (25 октября 1863, Пензенская губерния> — 27 августа 1935, Рязань) — русский деятель земской медицины, санитарный врач, Герой Труда (17 декабря 1928).

## Биография
Родился 13 (25) октября 1863 года в селе Чертково Пензенской губернии.
После окончания в 1887 году медицинского факультета Казанского университета работал ординатором в хирургической клинике.
За активное участие в революционными кружках народовольцев как политически неблагонадёжный был уволен из хирургической клиники и выслан из Казани. В 1889—1917 годах работал санитарным врачом в Московской, Херсонской, Симбирской, Ярославской, Вологодской и Рязанской губерниях.
С 1918 года — заведующий санитарно-профилактическим подотделом Рязанского городского здравотдела, губернский санитарный врач. В 1926 году разработал план развития сети врачебных учреждений Рязанской губернии.
Последние годы жизни работал в Москве в Санитарно-гигиеническом институте им. Ф. Ф. Эрисмана.
Первым из советских врачей в 1933 году был удостоен звания Героя Труда.
Умер в Рязани 27 августа 1935 года. Похоронен в Москве на Донском кладбище.

## Научные труды
Опубликовал свыше 100 научных работ, посвящённых изучению заболеваемости населения, распространению эпидемий, детской смертности, санитарного состояния школ, труда и быта сельскохозяйственных рабочих.
- монография «Деревенские ясли-приюты в Симбирской губернии» (1900)
- «Альбом земских лечебных учреждений Рязанской губернии» (демонстрировался на Всероссийской гигиенической выставке в 1913 году)